# Parafarmàcia
Parafarmàcia és un terme que es refereix al conjunt de tots els productes per a tenir cura del cos i els de la higiene que es poden vendre sense recepta. També fa referència al mateix establiment on es venen els productes de parafarmàcia. La venda d'aquests productes no només es restringeix als farmacèutics i pot ser proposada per qualsevol mitjà o en una gran superfície comercial. De fet, la parafarmàcia no es considera una activitat mèdica i, per tant, no requereix cap grau d'estudis particular. No obstant això, la majoria de les empreses que fabriquen productes per a la cura personal requereixen la presència d'un farmacèutic en l'espai al detall.

## Reglamentació
Les vendes autoritzades a les parafarmàcies són les següents :
- Productes cosmètics i accessoris.
- Productes i accessoris per a la higiene personal.
- Productes dietètics.

No obstant això, també hi ha prohibicions de la venda en parafarmàcies, com són:
- Medicaments d'ús humà o veterinari .
- Aliments dietètics
- Les plantes medicinals que estiguin incloses en la farmacopea.
- Olis essencials.
- Els apòsits que s'ajusten a la farmacopea.
- Medicaments al·lopàtics o homeopàtics que formin part de la farmàcia